# Поломка (Словаччина)
Поломка (словац. Polomka) — село в окрузі Брезно Банськобистрицького краю Словаччини. Станом на грудень 2015 року в ньому проживало 3038 мешканців[джерело?].

## Географія
Протікають річка Грон; Ракитянка; Ждярський потік і Волхово.

## Населення
| Рік:            | 1994. | 2004.   | 2014.   | 2024.   |
| --------------- | ----- | ------- | ------- | ------- |
| Кількість осіб: | 3206  | 3162    | 3028    | 2859    |
| Різниця:        |       | -1,37 % | -4,23 % | -5,58 % |

| Рік:            | 2023. | 2024.   |
| --------------- | ----- | ------- |
| Кількість осіб: | 2864  | 2859    |
| Різниця:        |       | -0,17 % |